# John Cassavetes (documentaire)
Pour plus de détails, voir Fiche technique et Distribution.
John Cassavetes est un film documentaire réalisé par André S. Labarthe et Hubert Knapp. Il s'agit d'un épisode de la collection Cinéastes de notre temps.

## Synopsis
En 1965, John Cassavetes commence le montage de son film Faces. Il a décidé de prendre le contre-pied de la production hollywoodienne, en faisant son film de façon indépendante. Renouant avec l'expérience de Shadows, il explique comment le film a été produit, tourné et monté dans sa propre maison avec des bénévoles. Le cinéaste défend l'idée d'un cinéma artistique indépendant, dégagé de la mainmise des studios, garantissant la maîtrise absolue de l'œuvre par son auteur, en réaction à sa propre expérience hollywoodienne.
Trois ans plus tard, le cinéaste est de passage à Paris avant de se rendre à Venise pour y présenter Faces dont il vient d'achever le montage. Le cinéaste a dû faire face à des problèmes financiers qui l'ont conduit à accepter des rôles dans différents films pour financer sa production. Il revient aussi sur sa première expérience cinématographique Shadows et raconte la façon dont ce film est né et les péripéties de sa production.

## Fiche technique
- Titre : John Cassavetes
- Collection : Cinéastes de notre temps
- Réalisation : André S. Labarthe et Hubert Knapp
- Production : Janine Bazin et André S. Labarthe
- Photographie : Daniel Cardot et Jean-Yves Coic
- Montage : Lise Beaulieu et Claude Burel
- Pays d'origine :  France
- Langue originale : anglais sous-titré français
- Genre : documentaire
- Format : noir et blanc - 1.66 - Mono
- Durée : 49 minutes
- Date de première diffusion : 17 mars 1969 (ORTF 2)

## DVD
- Le film a été édité sous forme d'un livre DVD, en 2005 par MK2, coll. Cinéma de notre temps  (ISBN 2-35136-006-0)